# Tenet (film)
Tenet je akční thrillerový film Christophera Nolana, který se kromě režie též podílel na scénáři. Hlavní role hrají John David Washington, Robert Pattinson, Elizabeth Debicki, Dimple Kapadia a Kenneth Branagh.
Natáčení probíhalo v Dánsku, Estonsku, Indii, Itálii, Norsku, Velké Británii a ve Spojených státech.
Premiéra filmu proběhla dne 26. srpna 2020 ve Spojeném království a o den později v České republice. Americká premiéra proběhla 3. září 2020.

## Děj
Agent CIA, který si říká Protagonista, se zúčastní extrakční operace v kyjevské opeře. Maskovaný voják, který má na sobě červenou pásku mu zachrání život tím, že odstřelí kulku přes střelce. Po získání artefaktu je hlavní hrdina zajat žoldáky. Je mučen a pozře kyanid. Probouzí se a zjistí, že kyanid byl pouze zkouškou loajality. Jeho tým byl zabit a artefakt ztracen.
Protagonista je dále rekrutován organizací zvanou Tenet. Vědkyně ho instruuje o kulkách s obrácenou entropií, což znamená, že se časem pohybují dozadu. Věří, že se budou vyrábět v budoucnu a další získané obrácené předměty se zdají být pozůstatky války z budoucnosti. Hlavní hrdina se setká s Neilem prostřednictvím kontaktu CIA a vystopují obrácené kulky k prodejkyni zbraní Priye Singhoviové v Bombaji. Dozvědí se, že Priya je členkou Tenetu a její kulky koupil a převrátil ruský oligarcha Andrej Sator.
V Londýně přistupuje Protagonista k Satorově odcizené manželce Kat, hodnotitelce umění, která falešně ověřila pravdivost padělané kresby Goyi. Kat mu sdělí, že Sator koupil kresbu od padělatelky Arepo a používá Katino ověřování pravdivosti děl jako vydírání, aby měl nad ní kontrolu.
Hlavní hrdina a Neil plánují ukrást kresbu ze skladu Freeport na letišti v Oslu. Tam také objeví turniket a odrazí dva maskované muže, kteří se zdánlivě vynořili z turniketu. Poté Priya vysvětluje, že turniket je stroj, který dokáže převrátit entropii předmětů a lidí, a maskovaní muži byli stejnou osobou, která časem cestovala opačnými směry.
Na italském pobřeží Amalfi představí Kat Satorovi Protagonistu a zjistí, že kresba je neporušená. Sator plánuje Protagonistu zabít, ale hlavní hrdina zachrání jeho život poté, co se ho Kat pokusí utopit. Sator a Protagonista uzavírají partnerství za účelem získání pouzdra, které údajně obsahuje plutonium-241.
V Tallinnu Protagonista a Neil přepadnou konvoj a ukradnou pouzdro, které ve skutečnosti obsahuje artefakt ztracený v Kyjevě. Jsou přepadeni obráceným Satorem, který drží Kat jako rukojmí. Protagonista dá Satorovi prázdné pouzdro a stáhne se. Zachrání Kat, ale brzy je zajat a převezen do skladu s turniketem.
Obrácený Sator střílí Kat obráceným nábojem, zatímco neobrácený Sator požaduje lokaci artefaktu. Dorazí agenti pod vedením Ivese, zachrání hlavního hrdinu a Sator unikne do turniketu. Skupina provede Kat turniketem, dostanou se do obráceného času a tím také vyvrátí Katinu kulku. Nyní obrácený Protagonista cestuje zpět v čase na místo přepadení, kde se pokouší získat artefakt, ale je chycen Satorem. Protagonistovo auto je převráceno a vznítí se, ale Neil ho zachrání a ukáže mu, že je členem Tenetu.
Protagonista, Neil a Kat cestují zpět v čase do Freeportu v Oslu. Protagonista bojuje se svým minulým já, vstoupí do turniketu a vrátí se, přičemž Neil a Kat ho následují. Priya později vysvětluje, že Sator shromažďuje artefakty, aby vytvořil algoritmus, který je schopen katastroficky převrátit entropii Země.
Kat odhaluje, že Sator umírá na rakovinu slinivky břišní. Dozvědí se, že Sator používá přepínač mrtvého muže ke spuštění algoritmu. Kat si myslí, že Sator odcestuje zpět v čase, aby spáchal sebevraždu během jejich dovolené ve Vietnamu, aby s ním svět zemřel v poslední chvíli, kdy byl sám šťastný. Protagonista, Neil, Kat a vojáci Tenetu cestují zpět v čase do toho dne, kde se Kat maskuje jako své minulé já, aby udržovala Satora naživu dostatečně dlouho na to, aby ostatní algoritmus zabezpečili.
Protagonista sleduje algoritmus do Satorova rodného města na severní Sibiři, kde je přísně střežen. Zahájí vojenský manévr zvaný "časové klešťové hnutí", kdy souběžně zaútočí neobrácený červený tým vojáků a obrácený modrý tým vojáků. V kritické chvíli se obrácený voják modrého týmu s červenou páskou obětuje, aby zachránil hlavního hrdinu a Ivese. Mezitím ve Vietnamu Kat zabije Satora, přesně ve chvíli, kdy protagonista zajistí algoritmus.

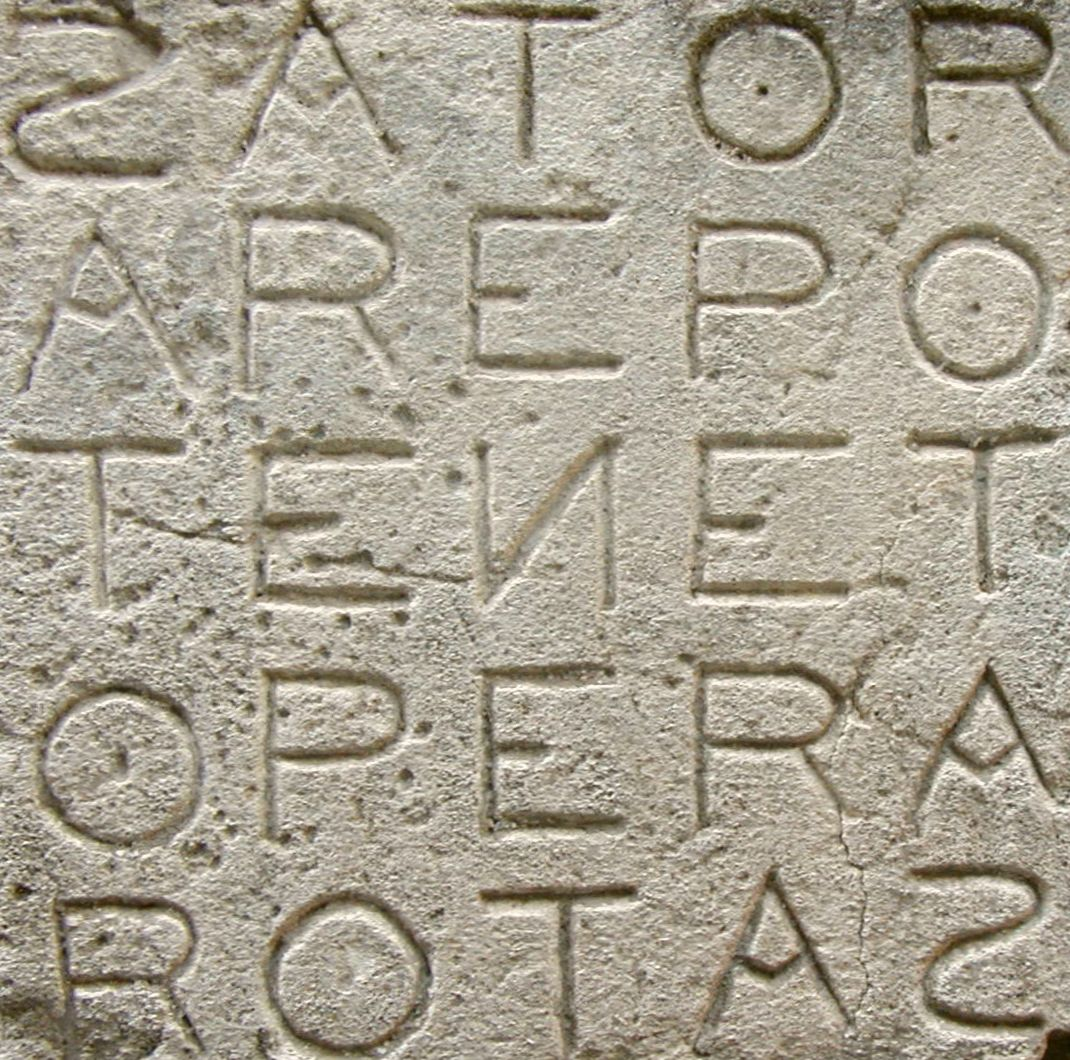
Slovní čtverec SATOR, původní palindrom, z něhož je odvozen i název filmu.

Protagonista, Neil a Ives rozpojí algoritmus a rozdělí se. Protagonista si všimne, že Neil má na batohu červenou pásku. Neil odhaluje, že byl v budoucnu přijat Protagonistou, a tato mise je z jeho pohledu konec dlouholetého přátelství.
Priya se pokusí o vraždu Kat, ale místo toho je zabita Protagonistou, který si zároveň uvědomí, že je sám strůjcem Teneta.

## Obsazení
| John David Washington | hlavní hrdina      |
| Robert Pattinson      | Neil               |
| Elizabeth Debicki     | Kat Sator          |
| Dimple Kapadia        | Priya              |
| Michael Caine         | Sir Michael Crosby |
| Kenneth Branagh       | Andrei Sator       |
| Aaron Taylor-Johnson  | Ives               |
| Clémence Poésy        | Laura              |
| Himesh Patel          | Mahir              |
| Denzil Smith          | Sanjay Singh       |
| Martin Donovan        | Victor             |
| Yuri Kolokolnikov     |                    |
| Fiona Dourif          |                    |

## Produkce
Film se vytvářel pod pracovním názvem Merry Go Round. Obsazení skládající se z Johna David Washingtona, Roberta Pattinsona a Elizabeth Debicki se vědělo v březnu roku 2019. Natáčení bylo zahájeno v květnu roku 2019 a odehrávalo se v Dánsku, Estonsku, Indii, Itálii, Norsku, Velké Británii a ve Spojených státech. Ludwig Göransson k filmu složil hudbu, přestože Nolan často pracuje se skladatelem Hansem Zimmerem, ten se však věnoval hudbě k filmu Duna. Stejně tak nastala změna u střihu. Nolan většinou spolupracoval se střihačem Lee Smithem, toho však u tohoto filmu nahradila Jennifer Lame.

## Recenze
Film získal od českých filmových kritiků průměrná až nadprůměrná hodnocení:
- František Fuka, FFFILM, 24. srpna 2020, [3]
- Jan Varga, FilmSpot, 25. srpna 2020, [4]
- Adam Hencze, Pinbacker, 25. srpna 2020, [5]
- Pavel Bárta, TotalFilm, 26. srpna 2020, [6]
- Iva Přivřelová, E15, 26. srpna 2020, [7]
- Anja Verem, ČervenýKoberec.cz, 27. srpna 2020, [8]
- Mirka Spáčilová, iDNES.cz, 27. srpna 2020, [9]